# Féfé
Féfé (* 18. Januar 1976 in Clichy-la-Garenne, bürgerlicher Name Samuël Adebiyi), teilweise auch als Fe² oder Feniksi beschrieben, ist ein französischer Rapper und Sänger nigerianischer Abstammung.

## Leben
Er war ehemaliges Mitglied der Rap-Gruppe Saïan Supa Crew und OFX. Féfé veröffentlichte sein erstes Solo-Album  Jeune à la retraite (Jugendlicher im Ruhestand) am 12. Oktober 2009. Er sang im Mai 2010 mit K’naan Wavin’ Flag den offiziellen Coca-Cola World Cup Soccer - Titel auf Französisch.

## Diskografie
Alben
- 2009: Jeune à la retraite
- 2013: Le charme des premiers jours
- 2017: Mauve
- 2019: 365 jours (mit Leeroy)

Lieder
- 2009: Dans ma rue
- 2010: VPC (Vilain Petit Canard)
- 2010: Wavin’ Flag (K’naan featuring Féfé)
- 2013: Blink Blink (feat. Seeed)